# Vieux-Manoir
Vieux-Manoir ist eine französische Gemeinde mit 770 Einwohnern (Stand: 1. Januar 2022) im Département Seine-Maritime in der Region Normandie (vor 2016: Haute-Normandie). Sie gehört zum Arrondissement Rouen und zum Kanton Le Mesnil-Esnard (bis 2015: Kanton Buchy). Die Einwohner werden Manérois genannt.

## Geographie
Vieux-Manoir liegt etwa 20 Kilometer nordöstlich von Rouen. Umgeben wird Vieux-Manoir von den Nachbargemeinden Estouteville-Écalles im Norden, Sainte-Croix-sur-Buchy im Osten und Südosten, Saint-Germain-des-Essourts im Süden und Südosten, Longuerue im Süden sowie La Rue-Saint-Pierre im Westen.

## Einwohnerentwicklung
| 1962                      | 1968 | 1975 | 1982 | 1990 | 1999 | 2006 | 2013 |
| ------------------------- | ---- | ---- | ---- | ---- | ---- | ---- | ---- |
| 283                       | 280  | 340  | 609  | 599  | 650  | 691  | 708  |
| Quelle: Cassini und INSEE |      |      |      |      |      |      |      |

## Sehenswürdigkeiten
- Kirche Notre-Dame aus dem 16. Jahrhundert

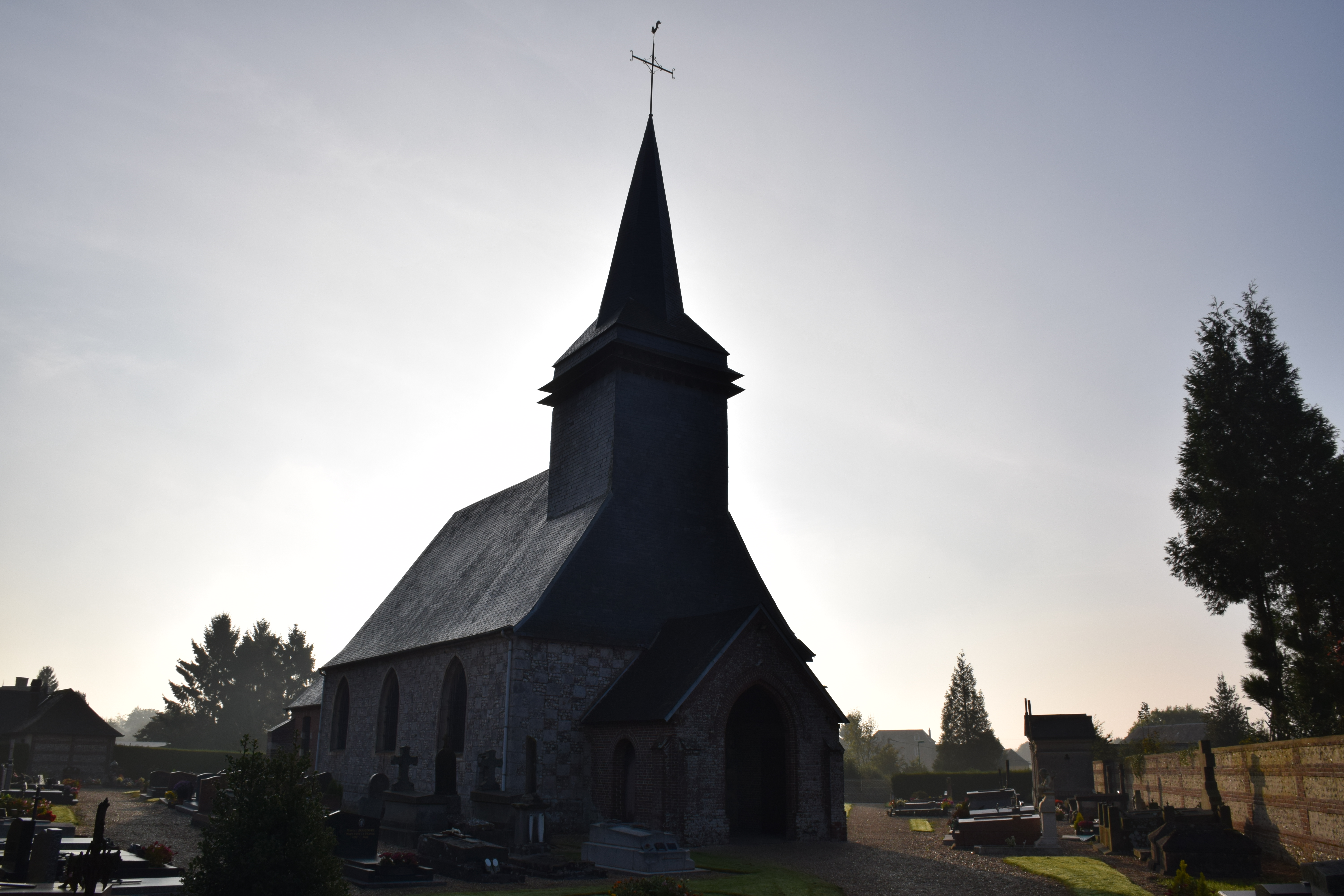
Kirche Notre-Dame